# فرودگاه پانگمان
فرودگاه پانگمان (به انگلیسی: Pangman Airport) یک فرودگاه همگانی است که یک باند فرود چمن دارد و طول باند آن ۷۹۲ متر است. این فرودگاه در کشور کانادا قرار دارد و در ارتفاع ۷۰۱ متری از سطح دریا واقع شده است.